# Nannocheliferoides mussardi
Nannocheliferoides mussardi är en spindeldjursart som beskrevs av Beier 1974. Nannocheliferoides mussardi ingår i släktet Nannocheliferoides och familjen tvåögonklokrypare. Inga underarter finns listade i Catalogue of Life.